# Lessard-et-le-Chêne
Lessard-et-le-Chêne ist eine französische Gemeinde mit 155 Einwohnern (Stand 1. Januar 2022) im Département Calvados in der Region Normandie. Sie gehört zum Arrondissement Lisieux und zum Kanton Mézidon Vallée d’Auge. 

## Lage
Sie grenzt im Nordwesten an Le Mesnil-Simon, im Nordosten an Le Mesnil-Eudes, im Osten an Saint-Germain-de-Livet, im Südosten an Le Mesnil-Durand und im Südwesten an Mézidon Vallée d’Auge.

## Bevölkerungsentwicklung
| Jahr      | 1962 | 1968 | 1975 | 1982 | 1990 | 1999 | 2008 | 2015 |
| --------- | ---- | ---- | ---- | ---- | ---- | ---- | ---- | ---- |
| Einwohner | 259  | 255  | 202  | 189  | 176  | 175  | 154  | 155  |

## Sehenswürdigkeiten
- Flurkreuz
- Kriegerdenkmal
- Marienstatue